# Tellervo palawana
Tellervo palawana är en fjärilsart som beskrevs av Hans Fruhstorfer 1899. Tellervo palawana ingår i släktet Tellervo och familjen praktfjärilar. Inga underarter finns listade i Catalogue of Life.